# 30,5cm moždíř vz. 16

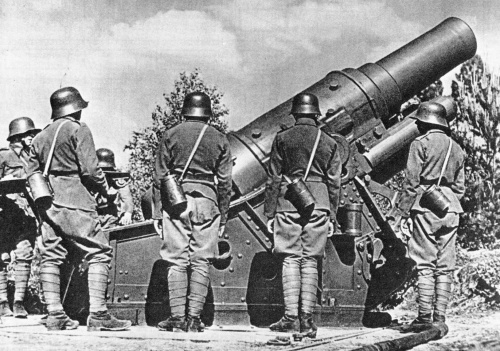
30,5cm moždíř vz. 16 Československé armády, kolem roku 1920

30,5cm moždíř vz. 16 byl těžký moždíř vyráběný ve firmě Škoda Plzeň. Vznikl modernizací 30,5cm moždíře vz. 11, oproti němu měl delší hlaveň a vyšší dostřel. Vzniklo celkem 45 kusů, z toho 17 získala Československá armáda. Moždíře sloužily během první i druhé světové války.

## Historie

### Moždíř v první světové válce
Počátky moždíře padají do počátku 20. století, kdy byly vyrobeny první 30,5 cm moždíře, určené pro armádu Rakouska-Uherska. Během první světové války byly tyto moždíře zapůjčeny i německé armádě, která je používala pro např. dobývání betonových pevností v Belgii nebo při obléhání Verdunu. Rakousko-Uherská armáda je zase používala při obléhání pevností Osowiec a Přemyšl, později i na italské frontě, kde byly dopravovány i do vysoce položených pozic, protože se daly rozložit na tři části. Díky zkušenostem z bojů došlo k jejich modernizaci, kdy bylo zesíleno a upraveno ložiště moždíře a bylo již možno vést palbu v rozsahu 360°. Touto úpravou vznikl model M.11/16. Pokračovala i další modernizace, kterou vznikla prakticky nová zbraň, označená jako M.16. U tohoto typu byla prodloužena hlaveň, čímž byl zvětšen dostřel na 12300 metrů. Bylo vyrobeno 72 kusů moždířů M.11 a 11/16 a 45 kusů moždířů M.16. Po ukončení první světové války a rozpadu Rakouska-Uherska byly houfnice rozděleny mezi nástupnické státy zaniklé monarchie.  

### Moždíř v Československé armádě
Československá armáda, která obdržela 17 kusů vz.16, tyto zbraně zavedla pod označením 30,5cm moždíř vz. 16. 30,5cm moždíř byl používán Československou armádou v meziválečném období až do roku 1938. Byly nejprve zařazeny do výzbroje u 303. těžkého dělostřeleckého pluku poté rozděleny mezi 303. moždířový pluk ve Vysokém Mýtě a 305. moždířový pluk v Táboře. K jejich silniční dopravě sloužily tahače Austro-Daimler vz. 17, roku 1934 nahrazené typem Tatra 25. V době budování pohraničních pevností byla moždíři zkoušena jejich odolnost. Po Mnichovské dohodě ztratily moždíře uplatnění a byly hledány možnosti jejich prodeje do zahraničí. Zájem projevilo nacistické Německo, se kterým byla v únoru roku 1939 podepsána smlouva o jejich prodeji i s příslušenstvím.

### Za druhé světové války

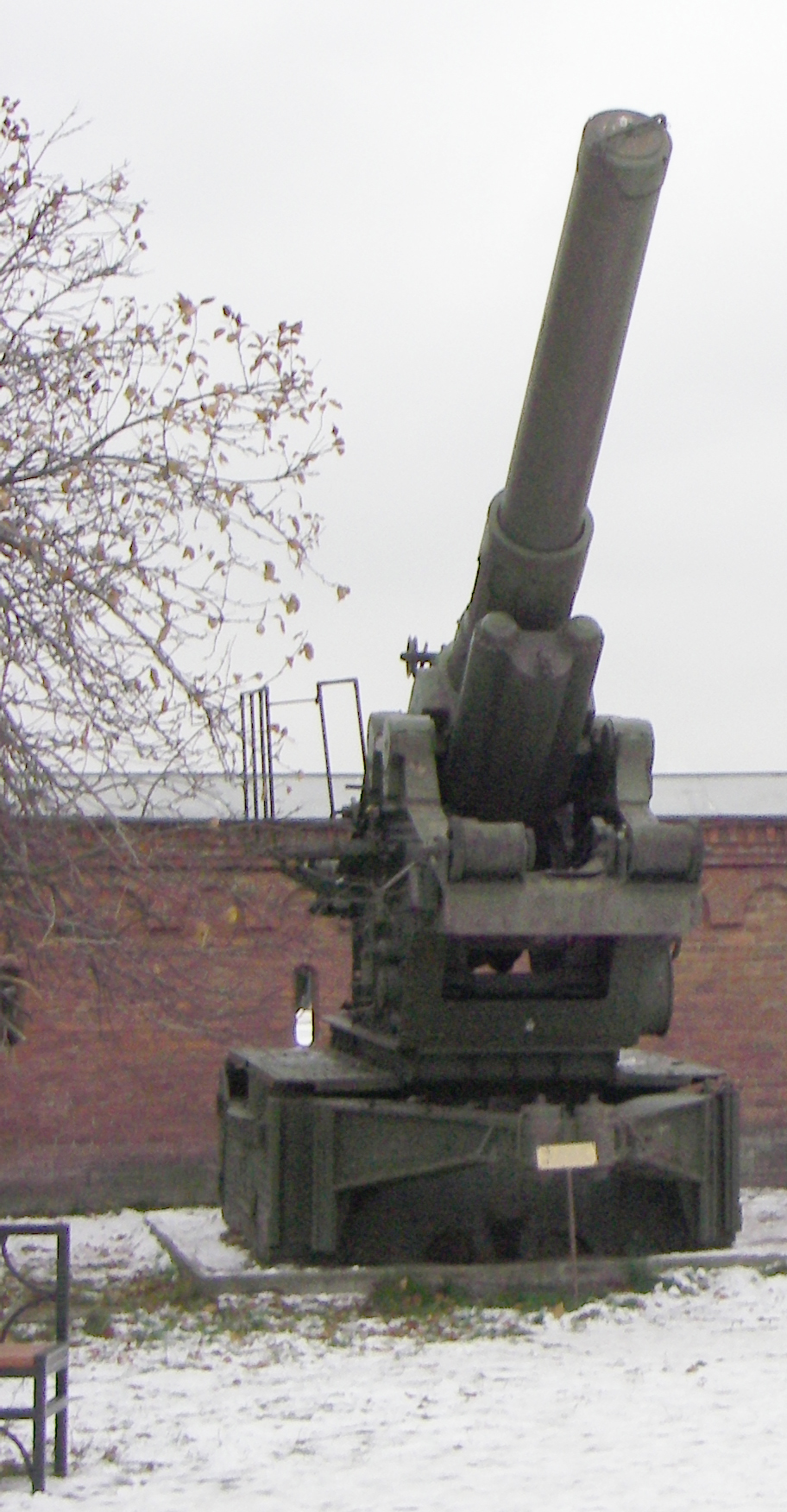
Sovětská kopie 30,5cm houfnice vz.16

Německo, které se v důsledku smlouvy Molotov–Ribbentrop zavázalo k dodávkám některých nových technologií, dodalo plány výrobě houfnic Sovětskému svazu, který měl o ně zájem už před rozbitím Československa. Tento typ nebyl přímo moždířem vz. 16, ale novou zbraní zkonstruovanou ve Škodových závodech pro vývoz. Sovětská konstrukční kancelář Iljiče Ivanoviče Ivanova na základě těchto plánů zhotovila kopie, které byly nazvány 305mm houfnice M1939 (Br-18). Zbraň používala shodnou lafetu a ložiště jako 21cm moždíře vyvíjené současně s 30,5cm moždířem.
Po přepadení SSSR používala Wehrmacht moždíře vz. 16 (ale i další kořistní z Jugoslávie nebo Rakouska, ještě typu M.11 nebo M.11/16) hojně na východní frontě při dobývání pevností a měst, např. při bitvě o Sevastopol či obléhání Leningradu.

## Technické údaje
Platí pro 30,5cm moždíř vz. 16: 
- Ráže: 305 mm
- Délka hlavně: 3,66 m
- Hmotnost: přepravní/bojová 34 940/23 100 kg
- Náměr: +40° až +75°
- Odměr: 360°
- Střelivo: dělené
- Hmotnost: těžké/lehké střely 380/289 kg
- Hmotnost: trhavé náplně těžké/lehké střely 40/33,52 kg
- Úsťová rychlost: těžké/lehké střely 330/450 m/s
- Úsťová energie: 2800 mt
- Dostřel min/max: 3500/12300 m
- Kadence: 20 ran za hodinu